# Desert costaner nuvolós de la península Aràbiga
El desert de boira costanera de la Península Aràbiga a les costes meridionals de la Península Aràbiga és una ecoregió on hi ha boires espesses on es pot reduir la visibilitat a 10 m. Es classifica com a desert de boira afrotròpica.

## Ubicació i descripció
Aquest ecosistema existeix en una franja de les costes occidentals i orientals d'Aràbia. Segueix la costa d'Oman cap al sud des de l'illa de Masirah i arriba a l'interior fins a 120 km a l'altiplà de Jiddat al Harasisi i a les muntanyes Dhofar. A partir d’aquí continua com una franja molt estreta (només 5 km d’amplada) per la costa del Iemen i fins als 50 km d’amplada la plana de Tihamah al llarg de la costa del Mar Roig de l’Aràbia Saudita. A Oman i el Iemen, la humitat és proporcionada per boires espesses que surten de l’oceà durant el monsó khareef d’estiu, mentre que la plana de Tihamah és humida per algunes pluges i la humitat generalment elevada del mar Roig.

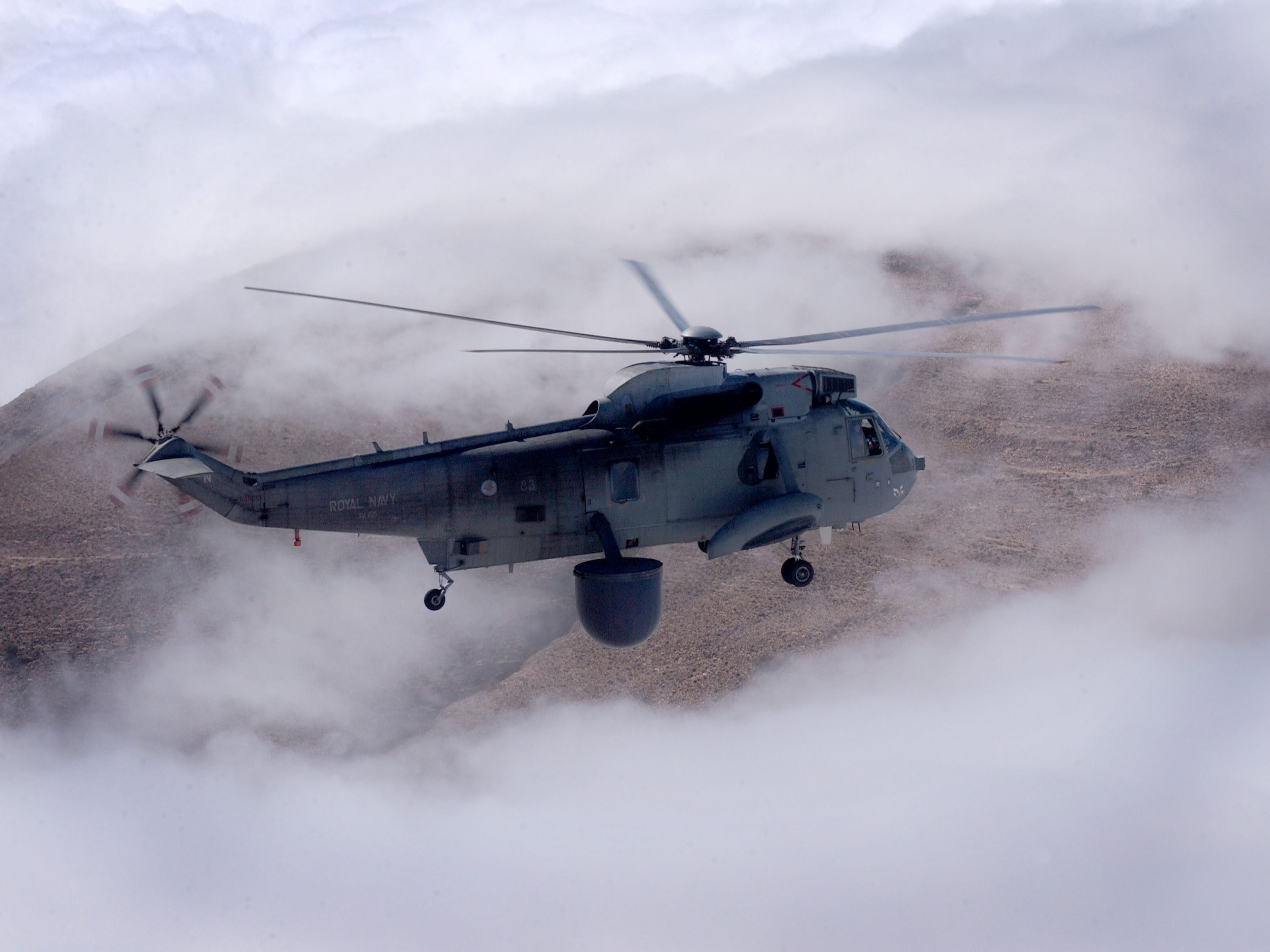
Helicòpter volant entre els núvols que es condensen en la serralada muntanyosa de Dhofar

## Flora
En aquesta regió, tot i que rarament plou la boira proporciona humitat suficient per nodrir una gran quantitat de praderies, arbustos i boscos espessos. Hi ha més de seixanta espècies locals de plantes. Aquesta franja costanera és d’importància especial, ja que a l’interior, on la boira no té influència, la major part de la península Aràbiga és deserta. La vegetació varia progressivament lluny de la costa que compta amb boscos densos d’Anogeissus dhofarica, Acacia senegal i diversos arbres i arbustos espinosos commífora. La flora més rica es troba a les muntanyes del Dhofar, que compta amb 900 plantes entre les quals 60 espècies endèmiques i dos gèneres endèmics, Cibirhiza i Dhofaria. Una d’aquestes plantes, l'arbre àrab d’encens (Boswellia sacra) fou una font de gran riquesa per a Dhofar a l’antiguitat. Al Iemen, el costat de Jabal Urays, davant el mar, està cobert d’arbusts d’Euphorbia balsamifera.

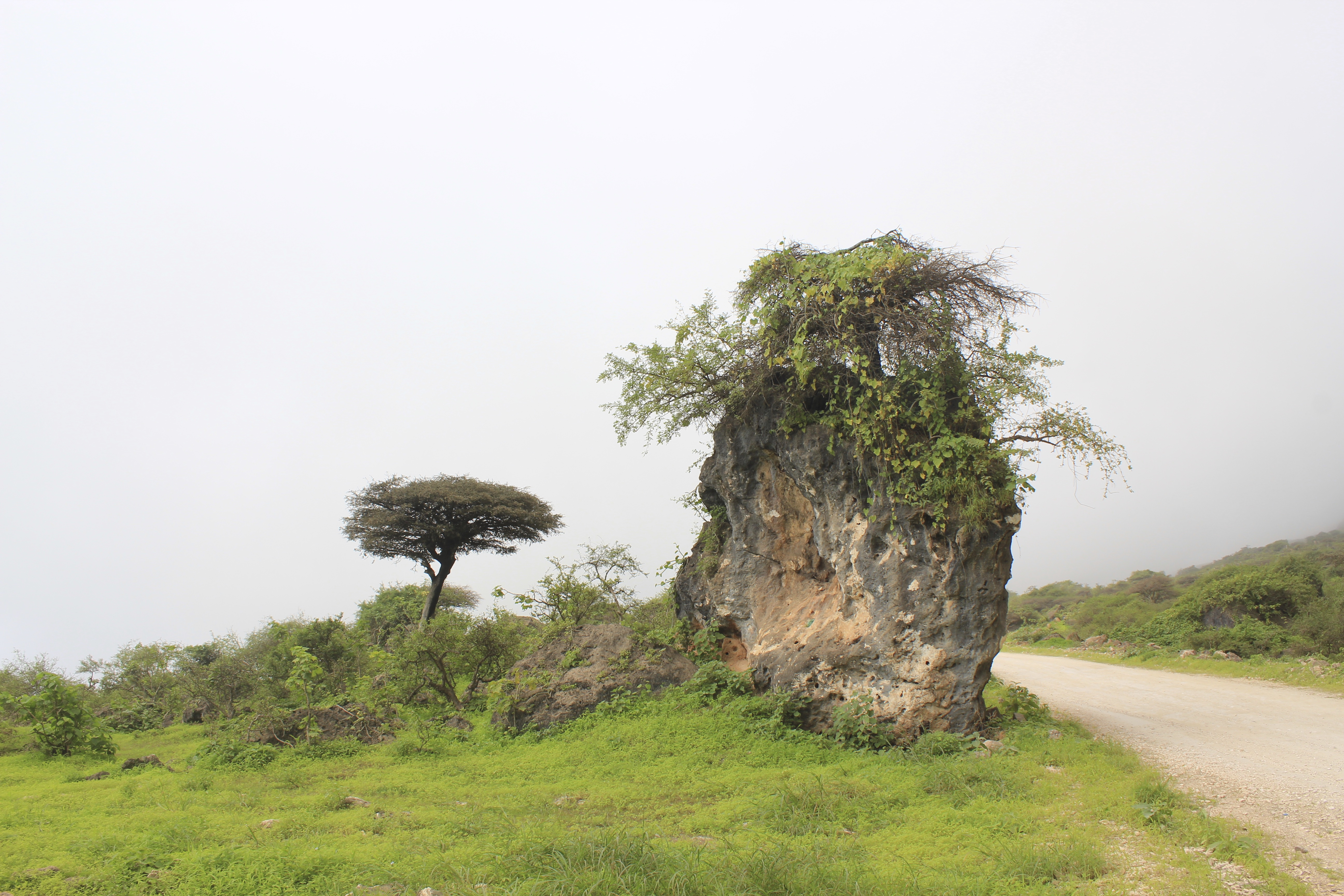
Arbres d'encens en la regió de Dhofar

## Fauna
Entre els nombrosos mamífers que es troben aquí hi ha l'orix àrab (Oryx leucoryx) que es va reintroduir a la natura després de desaparèixer, les gaseles i l'íbex de Núbia, una cabra-antílop. Els depredadors trobats a la costa inclouen caracals, llop àrab, hiena ratllada i el lleopard àrab en perill d'extinció crítica (Panthera pardus nimr), que sobreviu a Jebel Samhan a les muntanyes del Dhofar. La gasela àrab que abans vivia a la península ara està extinta. La guineu de Rüppell, l'eriçó del desert i el ratel abunda per tota la península aràbiga. A una petita part de la península i també en l'ecoregió es pot trobar la geneta comuna i la llebre del Cap.

## Amenaces i preservació
La principal amenaça per a aquest ecosistema és la sobrepastura per l’augment del nombre de vedelles altres tipus de bestiar, així com la conducció fora de carretera i la invasió i ocupació de zones naturals. Les àrees urbanes d’aquesta ecoregió inclouen: a Oman el port de Duqm i la capital de Dhofar, Salalah; al Iemen, la capital del port Hadhramaut Mukalla, l'antiga capital i antic port d'Aden, els ports cafeters de la Mar Roja d'Al Hudaydah (encara la ciutat més gran d'aquesta costa del Iemen) i Mokha, i el patrimoni de la humanitat de Zabid; i la ciutat de Jizan, el "bàsquet de fruites" de l’Aràbia Saudita. Les zones protegides d'Oman inclouen el controvertit santuari de l'òrix àrab (on va tenir lloc la reintroducció) i la reserva natural de Jabal Samhan establerta per a la protecció dels lleopards. Hi ha diverses zones importants per a aus a la costa del Iemen, però cap està protegida oficialment.